# Кјезануова (Лече)
Кјезануова (итал. Chiesanuova) је насеље у Италији у округу Лече, региону Апулија.
Према процени из 2011. у насељу је живело 735 становника. Насеље се налази на надморској висини од 62 м.